# Natalija Stevanovićová
Natalija Stevanovićová (rozená Kostićová, srbsky Наталија Стевановић (Костић), * 25. července 1994 Niš) je srbská profesionální tenistka. Ve své dosavadní kariéře na okruhu WTA Tour nevyhrála žádný turnaj. V rámci okruhu ITF získala čtrnáct titulů ve dvouhře i ve čtyřhře.
Na žebříčku WTA byla ve dvouhře nejvýše klasifikována v červenci 2023 na 145. místě a ve čtyřhře v květnu 2024 na 152. místě. Trénuje ji manžel a bývalý vodní pólista Nikola Stevanović. Připravuje se v Niši a Lisabonu.
V srbském týmu Billie Jean King Cupu debutovala v roce 2022 světovou baráží proti Mexiku, v níž prohrála dvouhru se Zacaríasovou. Mexičanky zvítězily 4:0 na zápasy. Do listopadu 2023 v soutěži nastoupila k jedinému mezistátnímu utkání s bilancí 0–1 ve dvouhře a 0–0 ve čtyřhře.

## Soukromý život
Narodila se roku 1994 v Niši do rodiny tenisového trenéra Djordjeho a tělocvikářky Sonji Kostićových. Tenis začala hrát v pěti letech.
Ve dvaceti jedna letech jí byla diagnostikována velká jaterní cysta, která způsobila šestnáctiměsíční přerušení kariéry v sezónách 2015–2016. Při operačním zákroku podstoupila resekci přibližně poloviny žaludku. Během rekonvalescence o ni šest měsíců pečoval Nikola Stevanović, který se vzdal profesionální kariéry vodního pólisty. Pár se zasnoubil během únorového Thailand Open 2020 v Hua Hinu a následující rok se uskutečnila svatba.

## Tenisová kariéra
Na juniorském kombinovaném žebříčku ITF nejvýše figurovala během května 2011 na 5. místě. Averze k travnatému povrchu vedla k vynechání wimbledonských juniorek.

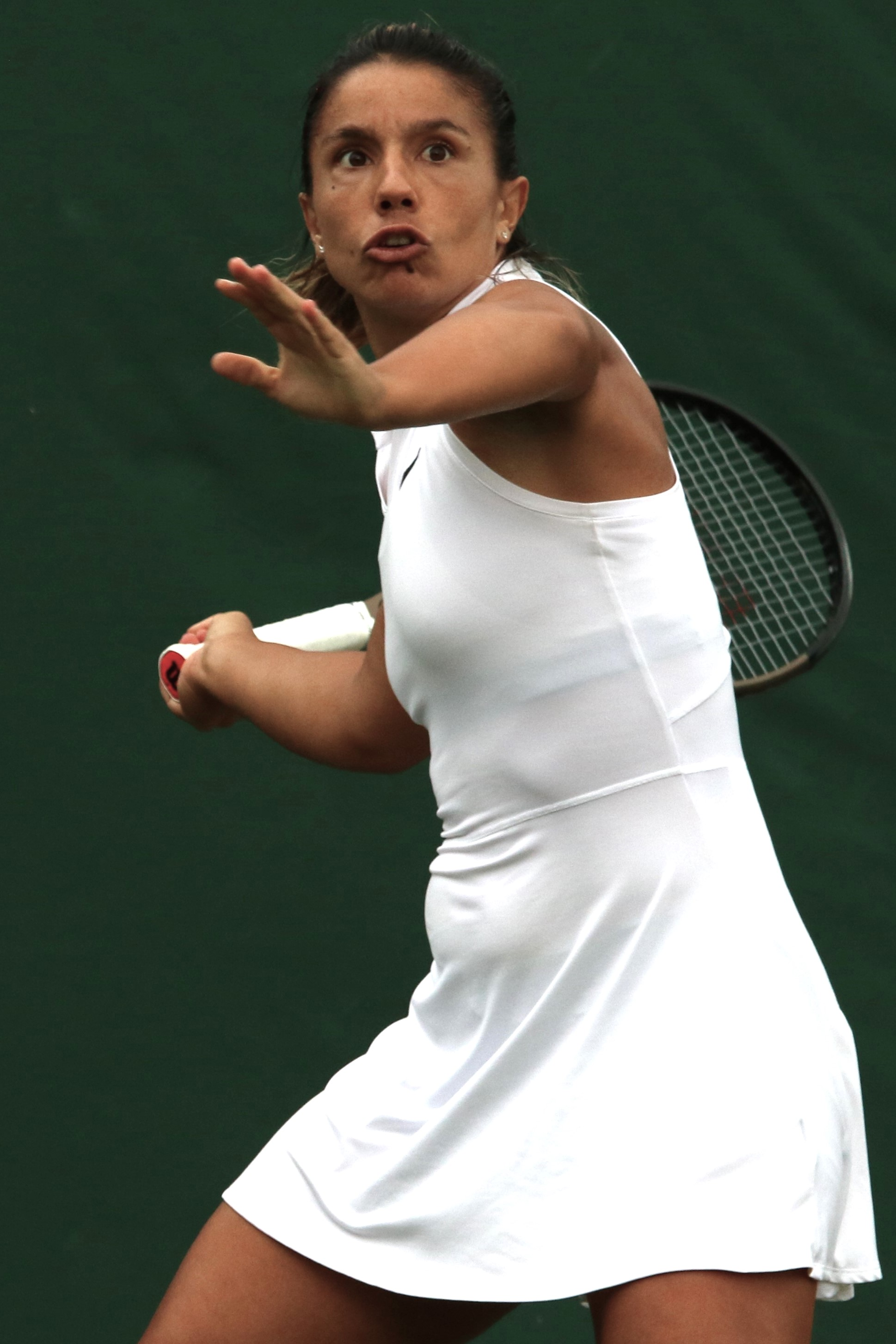
Ve Wimbledonu 2023 postoupila jako grandslamová debutantka do třetího kola

V rámci okruhu ITF debutovala v červnu 2009, když na turnaji v Prokuplji dotovaném 10 tisíci dolary postoupila z kvalifikace. Ve druhém kole podlehla maďarské kvalifikantce Virag Nemethové. Po jedenácti singlových trofejích s minimálním rozpočtem vyhrála během listopadu 2018 první titul ve 25tisícové kategorii, na do té doby neoblíbené trávě, v indickém Muzaffarnagaru. Ve druhé finálové sadě jí skrečovala slovenská spoluhráčka ze čtyřhry Tereza Mihalíková pro natažený hamstring.
Na okruhu WTA Tour se poprvé představila ve dvouhře i čtyřhře únorového Thailand Open 2020 v Hua Hinu. Na úvod singlové soutěže podlehla světové šestatřicítce Čeng Saj-saj a také v deblu s Akgul Amanmuradovovou vypadly. První výhry dosáhla na dubnovém Copa Colsanitas 2023 v Bogotě, kde zvládla kvalifikační kolo proti Chromačovové. Ve dvouhře pak přehrála Španělku Marinu Bassolsovou Riberovou z druhé světové stovky, než ji zastavila šestá nasazená Brazilka Laura Pigossiová. Třetí hlavní soutěž WTA odehrála na travnatém Libéma Open 2023. V úvodu však podlehla devatenácté hráčce žebříčku Viktorii Azarenkové, když v první sadě neproměnila pět setbolů.
V hlavní soutěži grandslamu prožila premiéru ve 28 letech dvouhrou ve Wimbledonu 2023 po zvládnuté tříkolové kvalifikaci. Na její raketě v ní dohrály Valentini Grammatikopoulou, čtvrtá nasazená Elizabeth Mandliková a podruhé v sezóně Bassolsová Riberová. Jako 225. hráčka žebříčku v první fázi wimbledonského singlu zdolala světovou devatenáctku a finalistku z roku 2021 Karolínu Plíškovou, s níž ztratila pouze pět gamů. Premiérově tak porazila tenistku z první světové dvacítky. Poté vyřadila německou šťastnou poraženou z kvalifikace Tamaru Korpatschovou, než ji ve třetí fázi zastavila světová devítka Petra Kvitová. První finále na túře WTA prohrála ve čtyřhře Jasmin Open Monastir 2023. V páru s Japonkou Mai Hontamovou nestačily na Italky Saru Erraniovou a Jasmine Paoliniovou.

## Finále na okruhu WTA Tour

### Čtyřhra: 1 (0–1)
| Legenda            |
| ------------------ |
| Grand Slam (0)     |
| Turnaj mistryň (0) |
| WTA 1000 (0)       |
| WTA 500 (0)        |
| WTA 250 (0–1)      |

| Stav       | č. | datum          | turnaj            | kategorie | povrch | spoluhráčka   | soupeřky ve finále                | výsledek              |
| ---------- | -- | -------------- | ----------------- | --------- | ------ | ------------- | --------------------------------- | --------------------- |
| Finalistka | 1. | 22. října 2023 | Monastir, Tunisko | WTA 250   | tvrdý  | Mai Hontamová | Sara Erraniová Jasmine Paoliniová | 6–2, 6–7(4–7), [6–10] |

## Tituly na okruhu ITF
| Legenda         | Legenda         |
| --------------- | --------------- |
| Turnaje W100    | Turnaje W80     |
| Turnaje W75/W60 | Turnaje W50     |
| Turnaje W35/W25 | Turnaje W15/W10 |

### Dvouhra (14 titulů)
| Č.  | datum         | turnaj                | kategorie | povrch | poražená finalistka | výsledek      |
| --- | ------------- | --------------------- | --------- | ------ | ------------------- | ------------- |
| 1.  | červenec 2011 | Prokuplje, Srbsko     | W10       | antuka | Nikola Vajdová      | 6–2, 6–3      |
| 2.  | říjen 2011    | Pirot, Srbsko         | W10       | antuka | Jovana Jakšićová    | 6–3, 6–3      |
| 3.  | říjen 2011    | Dubrovník, Chorvatsko | W10       | antuka | Estelle Guisardová  | 7–6(7–2)skreč |
| 4.  | listopad 2011 | Antalya, Turecko      | W10       | antuka | Laura Ioana Paarová | 6–4, 2–6, 6–2 |
| 5.  | červen 2012   | Niš, Srbsko           | W10       | antuka | Indire Akikiová     | 3–6, 6–2, 6–3 |
| 6.  | září 2012     | Bělehrad, Srbsko      | W10       | antuka | Dalia Zafirovová    | 6–4, 6–3      |
| 7.  | srpen 2014    | Zaječar, Srbsko       | W10       | antuka | Elizaveta Jančuková | 6–2, 6–1      |
| 8.  | listopad 2014 | Heráklion, Řecko      | W10       | tvrdý  | Tena Lukasová       | 6–0, 6–3      |
| 9.  | květen 2016   | Hammámet, Tunisko     | W10       | antuka | Jade Suvrijnová     | 6–2, 4–6, 7–5 |
| 10. | červen 2016   | Hammámet, Tunisko     | W10       | antuka | Jade Suvrijnová     | 6–1, 6–0      |
| 11. | květen 2017   | Hammámet, Tunisko     | W15       | antuka | Nika Kucharčuková   | 6–2, 6–1      |
| 12. | listopad 2018 | Muzaffarnagar, Indie  | W25       | tráva  | Tereza Mihalíková   | 6–2, 3–1skreč |
| 13. | květen 2019   | Kojang, Jižní Korea   | W25       | tvrdý  | Maia Lumsdenová     | 6–3, 6–2      |
| 14. | září 2022     | Leiria, Portugalsko   | W25       | tvrdý  | Kateryna Volodková  | 2–6, 6–4, 6–4 |

### Čtyřhra (14 titulů)
| Č.  | datum         | turnaj                                | kategorie | povrch  | spoluhráčka            | poražené finalistky                        | výsledek         |
| --- | ------------- | ------------------------------------- | --------- | ------- | ---------------------- | ------------------------------------------ | ---------------- |
| 1.  | říjen 2011    | Umag, Chorvatsko                      | W10       | antuka  | Lucia Butkovská        | Petra Krejsová Martina Borecká             | 7–5, 3–6, [10–6] |
| 2.  | září 2012     | Bělehrad, Srbsko                      | W10       | antuka  | Lucia Butkovská        | Karin Morgošová Michaela Pochabová         | 6–0, 6–3         |
| 3.  | listopad 2012 | Antalya, Turecko                      | W10       | antuka  | Elena-Teodora Cadarová | Georgia Bresciová Theresa Kleinsteuberová  | 6–2, 6–4         |
| 4.  | listopad 2013 | Antalya, Turecko                      | W10       | antuka  | Karin Morgošová        | Anita Husarićová Kimberley Zimmermannová   | 7–6(2), 6–4      |
| 5.  | srpen 2014    | Zaječar, Srbsko                       | W10       | antuka  | Elizaveta Jančuková    | Alexandra Nancarrowová Barbora Štefková    | 6–3, 7–5         |
| 6.  | září 2014     | Bělehrad, Srbsko                      | W10       | antuka  | Isabella Šinikovová    | Nina Alibalićová Nina Stojanovićová        | 6–1, 6–2         |
| 7.  | květen 2016   | Hammámet, Tunisko                     | W10       | antuka  | Ganna Požnichirenková  | Emmanuelle Girardová Francesca Jonesová    | 6–4, 6–4         |
| 8.  | květen 2017   | Hammámet, Tunisko                     | W15       | antuka  | Jelena Simićová        | Lisa Ponomarová Dalila Spiteriová          | 6–4, 6–4         |
| 9.  | únor 2018     | Hammámet, Tunisko                     | W15       | antuka  | Jelena Simićová        | Andrea Gámizová Guadalupe Pérez Rojasová   | bez boje         |
| 10. | červenec 2018 | Baja, Maďarsko                        | W25       | antuka  | Paula Ormaecheaová     | Nicoleta Dascăluová Isabella Šinikovová    | bez boje         |
| 11. | říjen 2018    | Óbidos, Portugalsko                   | W25       | koberec | Akiko Omaeová          | Diāna Marcinkevičová Panna Udvardyová      | 6–3, 4–6, [10–7] |
| 12. | říjen 2021    | Loulé, Portugalsko                    | W25       | tvrdý   | Despina Papamichailová | Francisca Jorgeová Matilde Jorgeová        | 6–2, 7–5         |
| 13. | březen 2022   | Santo Domingo, Dominikánská republika | W25       | tvrdý   | Irina Chromačovová     | Anastasija Tichonovová Darja Semenistajová | 6–1, 7–6(5)      |
| 14. | červen 2023   | Ilkley, Spojené království            | W100      | tráva   | Nao Hibinová           | Maja Chwalińská Jesika Malečková           | 7–6(10), 7–6(5)  |